# 薛禹群
薛禹群（1931年11月2日—2021年6月29日），男，江苏无锡人，中国水文地质学家，南京大学教授，中国科学院院士。

## 生平
1952年毕业于唐山工学院。1957年长春地质学院研究生毕业。1999年当选为中国科学院院士。
2021年6月29日于上海逝世。

## 家庭
祖父薛华阁，父亲薛萼林，二伯薛明劍，四叔薛萼果（孙冶方）。堂姐薛禹谷、堂弟薛禹胜。儿子薛子陵等。